# Abhayapuri
Abhayapuri is een dorp in het district Bongaigaon van de Indiase staat Assam. 

## Demografie
Volgens de Indiase volkstelling van 2001 wonen er 14.671 mensen in Abhayapuri, waarvan 52% mannelijk en 48% vrouwelijk is. De plaats heeft een alfabetiseringsgraad van 79%. 